# Лазарев, Артём Маркович
Артём Маркович Лазарев (рум. Artiom Lazarev; 30 октября 1914, Каменка, Подольская губерния, Российская империя — 15 апреля 1999, Кишинёв, Республика Молдова) — советский партийный и государственный деятель, действительный член Академии наук Молдавской ССР (1976), председатель Верховного Совета Молдавской ССР (1971—1980).

## Биография
Член ВКП(б) с 1942 года. В 1938 г. окончил Тираспольский государственный педагогический институт имени Т. Г. Шевченко. Доктор исторических наук (1976), профессор (1971).
В 1938—1940 гг. — на комсомольской, педагогической работе, преподавал в Тираспольском институте овощеводства и плодоводства, в 1940 г. — в Народном комиссариате просвещения Молдавской ССР.
Участник Великой Отечественной войны. В 1943 г. вместе со 150 другими офицерами становится политическим инструктором румынских военнопленных (расположенных в лесах недалеко от г. Резана), которые стали частью 1-й румынской добровольческой пехотной дивизии имени Т. Владимиреску. С 1944 по 1946 г. находился в Бухаресте в качестве заместителя начальника штаба Контрольной комиссии.
- 1947—1951 гг. — министр просвещения Молдавской ССР,
- 1951—1953 гг. — секретарь ЦК КП(б)-КП Молдавской ССР,
- 1953—1963 гг. — министр культуры Молдавской ССР, в этот период были открыты Молдавский театр оперы, балета и драмы имени А. С. Пушкина, республиканский молодёжный молдавский театр «Лучафэрул», открыт скульптурный комплекс Аллея Классиков в парке «Штефан чел Маре» города Кишинёва,
- 1963—1968 гг. — в Институте истории Академии наук Молдавской ССР,
- 1968—1974 гг. — ректор Кишинёвского государственного университета имени В.И. Ленина, способствовал продвижению национальных кадров,
- 1971—1980 гг. — председатель Верховного Совета Молдавской ССР,
- 1974—1977 гг. — академик-секретарь Отделения общественных наук Академии наук Молдавской ССР,
- 1976—1977 гг. — вице-президент Академии наук Молдавской ССР.

В 1970 г. был избран членом-корреспондентом Академии наук Молдавской ССР, в 1976 г. — ее действительным членом.
Согласно молдовскому историку Руслану Шевченко, при вступлении в должность первого секретаря в Молдавии И. И. Бодюл удалил Лазарева из руководящих кругов Молдавской ССР, однако во время одного из визитов Л. И. Брежнева в Молдовскую ССР ему было указано на недопустимость этого.
Председатель Совета ректоров ВУЗов Молдавской ССР (1968—1974), председатель комитета при Совете Министров Молдавской ССР по присуждению премий в области науки и техники (1971—1979). Председатель молдавской секции Научного совета Академии наук СССР по национальным отношениям (1976—1982).
Избирался депутатом Верховного Совета Молдавской ССР 2-5-го, 8-9-го созывов. Член ЦК Компартии Молдавии (1944—1964 и 1971—1981). Член Бюро ЦК КП Молдавской ССР (1951—1954).
Избирался депутатом парламента Республики Молдова по спискам избирательного блока Партии социалистов Республики Молдова и Движения за равенство «Unitate-Edinstvo» (1993—1996).

## Научная деятельность
Автор более 150 работ в области истории, являлся последовательным сторонником кириллического письма. Под его руководством и редакцией был выпущен сборник «Культура Молдавии в годы советской власти» (часть I, 1975, часть II, 1976).
Как ученый занимался изучением национальной истории XIX—XX веков, являясь автором нескольких теорий о «молдавском народе» и «молдавском языке». В 1947 г. он был назначен заместителем председателя, а с 1949 г. председателем комиссии ЦК КП Молдавской ССР по подготовке «Истории Молдавской ССР» (т. 1-2, 1951—1955). Выдвигал теорию славянского происхождения молдавского народа.

## Сочинения
- Образование Молдавской ССР. — Кишинёв: Шкоала Советикэ, 1949. — 72 с.
- Молдавская советская государственность и бессарабский вопрос. — Кишинёв: Картя Молдовеняскэ, 1974. — 912 с.

## Награды и звания
Награжден двумя орденами Ленина, двумя орденами Отечественной войны II степени, орденами Красной Звезды и Дружбы народов и «Знак Почета», молдавским Орденом Республики.
Заслуженный работник культуры в Молдавской ССР (1967), лауреат Государственной премии Молдавской ССР (1972).